# دورين لورينزو
دورين لورينزو (بالإنجليزية: Doreen Lorenzo) هي كاتِبة أمريكية، ولدت في يوليو 1957.

## وصلات خارجية
- الموقع الرسمي